# Maximilian Mészáros
Maximilian Mészáros (* 16. Februar 1998) ist ein deutscher Degenfechter.

## Leben
Maximilian Mészáros machte 2017 sein Abitur mit der Profilrichtung Finanzmanagement (WGF) an der Kaufmännischen Schule Tauberbischofsheim.
Mészáros ficht seit 2014 für den Fecht-Club Tauberbischofsheim am dortigen Fechtstützpunkt. Im Jahr 2015 gewann er mit der Degen-Mannschaft bei den deutschen Meisterschaften die Bronzemedaille, 2018 wurde er mit der Mannschaft deutscher Meister.

## Sportliche Erfolge
2015 Bronze mit der Degen-Mannschaft
 2018 Gold mit der Degen-Mannschaft